# Кусеи
Кусеи́ (укр. Кусії) – село, расположенное на территории Городнянского района Черниговской области (Украина). Кусеи — самый северный населённый пункт Городнянского района. Расположено в 32 км на север от райцентра Городни. Население — 523 чел. (на 2006 г.). Адрес совета: 15153, Черниговская обл., Городнянский р-он, село Перепись, ул. Пролетарськая, 3 , тел. 3-44-81. Ближайшая ж/д станция — Деревины (линия Гомель-Бахмач), 3 км. Кусеи расположено в непосредственной близости с белорусской государственной границей.
В селе родился Герой Советского Союза Владимир Симонок.